# Еллен Террі
Еліс Еллен Террі (англ. Alice Ellen Terry; 27 лютого 1847, Ковентрі  – 21 липня 1928) — провідна англійська акторка кінця XIX — початку XX століть.
Народилася в акторській сім'ї, почала виступати ще дитиною, граючи у постановках п'єс Шекспіра в Лондоні, а в підлітковому віці гастролювала британськими провінціями. У 16 років вийшла заміж за 46-річного художника Джорджа Фредеріка Воттса, але через рік пара розлучилася. Вона повернулася на сцену, але через стосунки з архітектором Едвардом Вільямом Годвіном залишила кар'єру акторки на шість років. 1874 року повернулася до роботи й одразу отримала визнання за виконання ролей у постановках Шекспіра й інших класиків.
1878 року приєдналася до компанії Генрі Ірвінґа як співачка, і протягом наступних двох десятиліть вважалася провідною шекспірівською та комічною акторкою Великої Британії. Серед її найвідоміших ролей були Порція у «Венеційському купці» та Беатріс у «Багато галасу з нічого». У той період з великим успіхом гастролювала Америкою та Великою Британією.
1903 року очолила лондонський Королівський театр, зосередившись на постановках п'єс Джорджа Бернарда Шоу та Генріка Ібсена. Але зазнавши фінансового провалу повернулася до гастролей та читання лекцій. Продовжувала виступати на сцені до 1920 року, а також знімалася у фільмах у 1916—1922 роках. Її кар'єра тривала майже сім десятиліть.

## Ранні роки та кар'єра

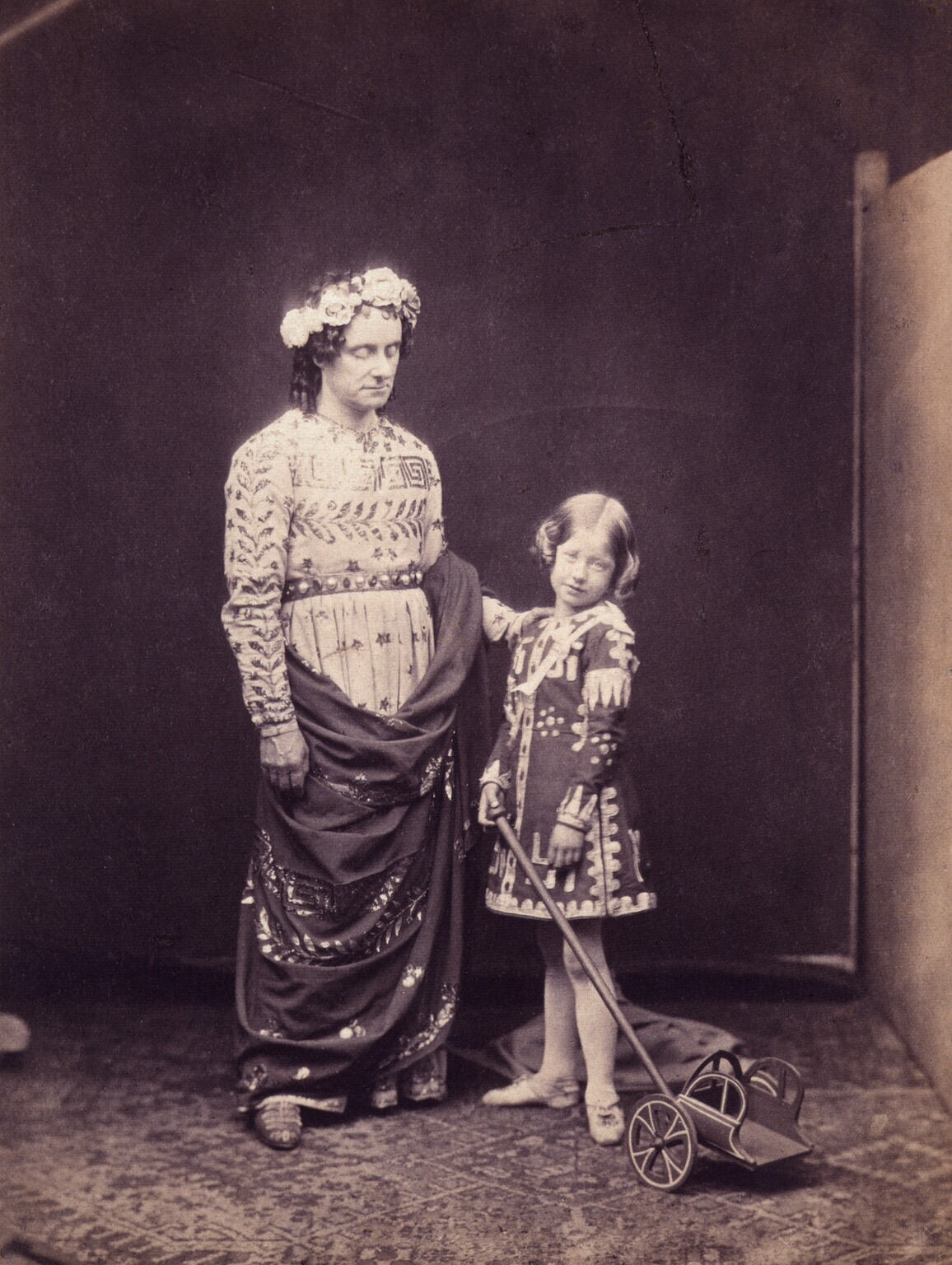
Чарльз Кін (ліворуч) й Еллен Террі в «Зимовій казці», 1856 рік

Народилася в Ковентрі, Англія, стала третьою дитиною в сім'ї акторів театру. Її батьки, Бенджамін (1818—1896), ірландського походження, і Сара (до шлюбу Баллард; 1819—1892), шотландського походження, були комічними акторами гастрольної компанії в Портсмуті, (де батько Сари був весліанським священником) і мав 11 дітей. Принаймні п'ятеро з них стали акторами: Кейт, Еллен, Меріон, Флоренс і Фред. Двоє інших дітей, Джордж і Чарльз, були пов'язані з керівництвом театру. Кейт (бабуся Вела та Джона Гілгудів) і Меріон досягли особливих успіхів на сцені.
1856 року вперше зіграла на сцені у дев'ять років Мамілію, разом з Чарльзом Кіном у ролі Леонта, у шекспірівській «Зимовій казці» в лондонському «Princess Theatre». Вона також зіграла Пака в «Сні літньої ночі» (1856), принца Артура в «Королі Джоні» (1858) і Флінс в «Макбеті» (1859), продовжуючи працювати в цьому театрі до виходу Кінів на пенсію 1859 року. Під час літнього закриття театру батько Террі розважав глядачів у вітальні Королівського Колізею, Ріджентс-парк в Лондоні, або гастролював. 1859 року з'явилася в комедії Тома Тейлора «Дев'ять пунктів закону» в Олімпійському театрі. Протягом наступних двох років Террі з сестрою Кейт гастролювала британськими провінціями зі скетчами та виставами в супроводі батьків та музиканта.
У 1861—1862 роках виступала у лондонському «Роялті-Театрі», яким керувала мадам Альбіна де Рона, у якому одній сцені грала з молодими талановитими акторами Вільямом Гантером Кендалом, Чарльзом Віндемом й іншими. 1862 року приєдналася до своєї сестри Кейт в акціонерній компанії Джеймса Генрі Шута в Королівському театрі, Бристоль, де вона грала різноманітні ролі, зокрема бурлескні зі співом і танцями, а також ролі в постановках «Багато галасу з нічого», «Отелло» та «Венеційський купець». 1863 року Шут відкрив Королівський театр у Баті, де 15-річна Террі з'явився на відкритті в ролі Титанії у постановці «Сон літньої ночі», а потім повернувся до Лондона, щоб приєднатися до компанії Джона Болдвіна Бакстоуна в театрі «Геймаркет» у шекспірівській ролі Шерідан і сучасних комедіях.

## Воттс, Годвін і повернення до акторської кар'єри

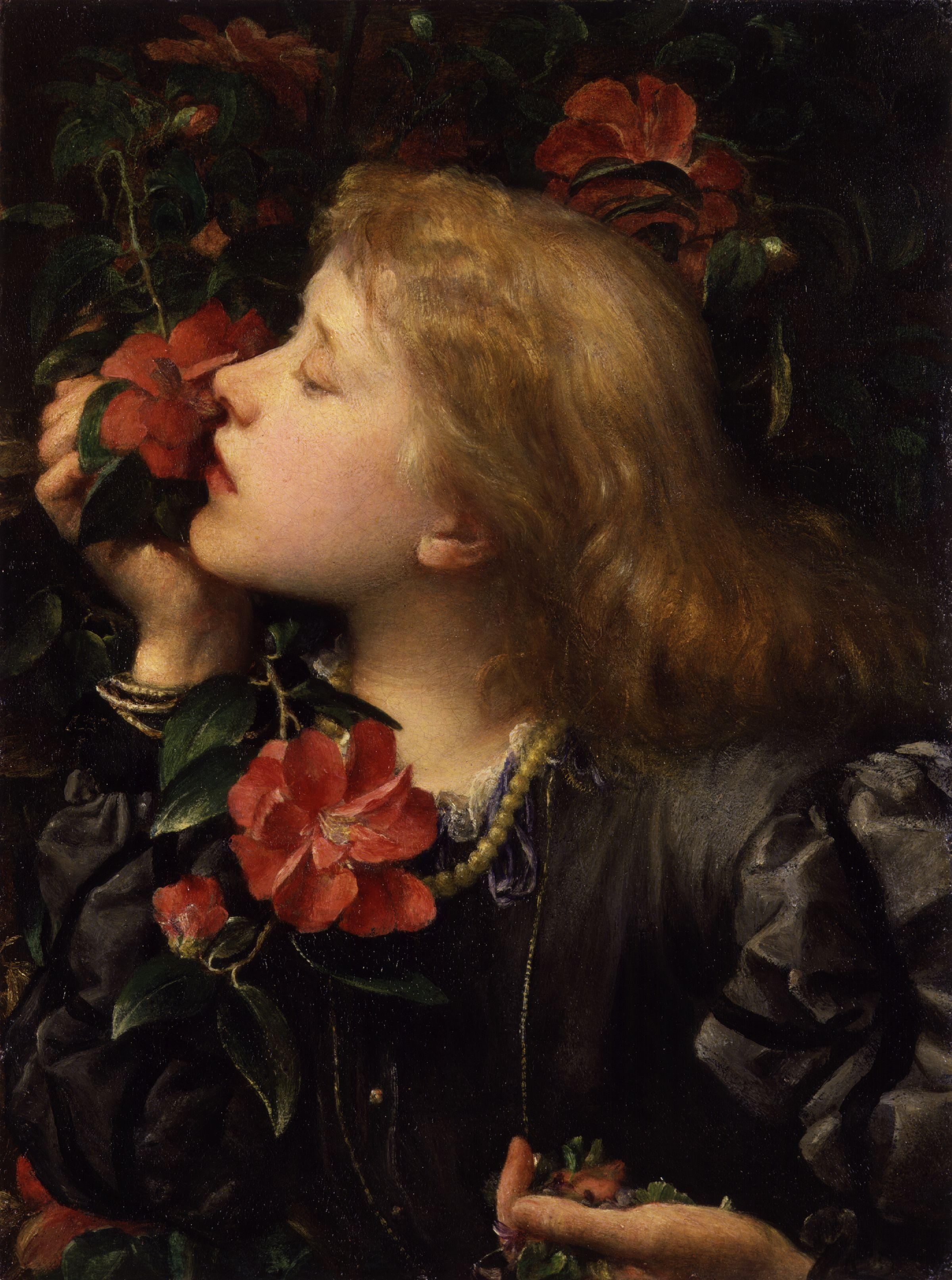
«Вибір»: картина першого чоловіка Джорджа Фредеріка Воттса, прибл. 1864 рік

Була тричі одружена і мала багато стосунків. У Лондоні, під час її заручин у театрі «Геймаркет», Джордж Фредерік Воттс написав портрети Террі та її сестри Кейт. Його відомий портрет Террі «Вибір», у якому вона мусить вибирати між земною марнотою, яку символізують ефектні, але без запаху камелії, та благороднішими цінностями, символом яких є скромні на вигляд, але запашні фіалки. Серед інших його відомих її портретів — «Офелія», «Вартовий» і «Сестри» з Кейт. Він запропонував Террі одружитися, попри вікову різницю у 30 років. Її вразив талант Воттса й елегантний триб, і вона хотіла порадувати своїх батьків, уклавши вигідний шлюб. Залишила сцену під час показу надзвичайно успішної комедії Тома Тейлора «Наш американський кузен» у «Геймаркеті», в якій зіграла Мері Мередіт.
Пара одружилася 20 лютого 1864 року в Сент-Барнабасі, Кенсінгтон, за сім днів до її 17-річчя, Воттсу було 46 років. Вона відчувала дискомфорт в ролі дитини-нареченої, а коло шанувальників Воттса, включно з організаторкою салону Сарою Монктон Прінсеп, не приймали її. Через десять місяців вони розлучилися. Проте протягом цього короткого часу вона познайомилася з багатьма культурними, талановитими й важливими людьми, як-от поети Роберт Браунінг й Альфред Теннісон; прем'єр-міністри Вільям Гладстон і Бенджамін Дізраелі; сестра Прінсеп, фотограф Джулія Маргарет Кемерон. Через її портрети авторства Воттса та спілкування з ним вона «стала культовою постаттю для поетів і художників пізніших прерафаелітів й естетизму, включно з Оскаром Вайлдом».
1866 року повернулася до акторської діяльності. 1867 року зіграла у кількох п'єсах Тома Тейлора, зокрема «Вівця у вовчій одежі» в театрі Адельфі, «Антиподи» в Королівському театрі на Друрі-Лейн і «Тихі води течуть глибоко» в театрі Квінз на Лонг-Акрі. Пізніше того ж року вперше зіграла там разом з Генрі Ірвінґом у головних ролях Кетрін і Петручіо, версії «Приборкання норовливої» Девіда Гарріка.
1868 року, попри заперечення батьків, почала стосунки з прогресивним архітектором-дизайнером й есеїстом Едвардом Вільямом Годвіном, ще одним чоловіком, смаком якого вона захоплювалася, і якого зустріла кілька років тому. Вони переїхали у будинок у Гарпендені, і вона на шість років залишила акторську кар'єру. Террі все ще була одружена з Воттсом, завершивши розлучення лише 1877 року, тому вона з Годвіном не могли одружитися. 1869 року у них народилася донька Едіт Крейг, а 1972 року син Едвард Гордон Крейг. Прізвище Крейг вибрали, щоб уникнути клейма незаконнонародженості, але їхнє спільне проживання та діти, народжені поза шлюбом, у той час вважалися ганебними.
До 1874 року стосунки охолонули на тлі заклопотаності Годвіна своєю архітектурною практикою та фінансових труднощів. Однак навіть після їхнього розлучення 1875 року Годвін продовжував розробляти костюми для Террі, коли вона повернулася на сцену. 1874 року отримала кілька ролей у творах Чарльза Ріда: Філіппа Честер у «Мандрівному спадкоємцеві»; Сьюзен Мертон у «Ніколи не пізно виправлятися»; і Гелен Роллстон у «Наших моряках». Того ж року виступала в Кришталевому палаці з Чарльзом Віндемом у ролі Воланте у «Медовому місяці» Джона Тобіна та в ролі Кейт Гардкасл у «Ночі помилок» Олівера Ґолдсміта.

## Шекспір, Ірвінґ, «Ліцеум»

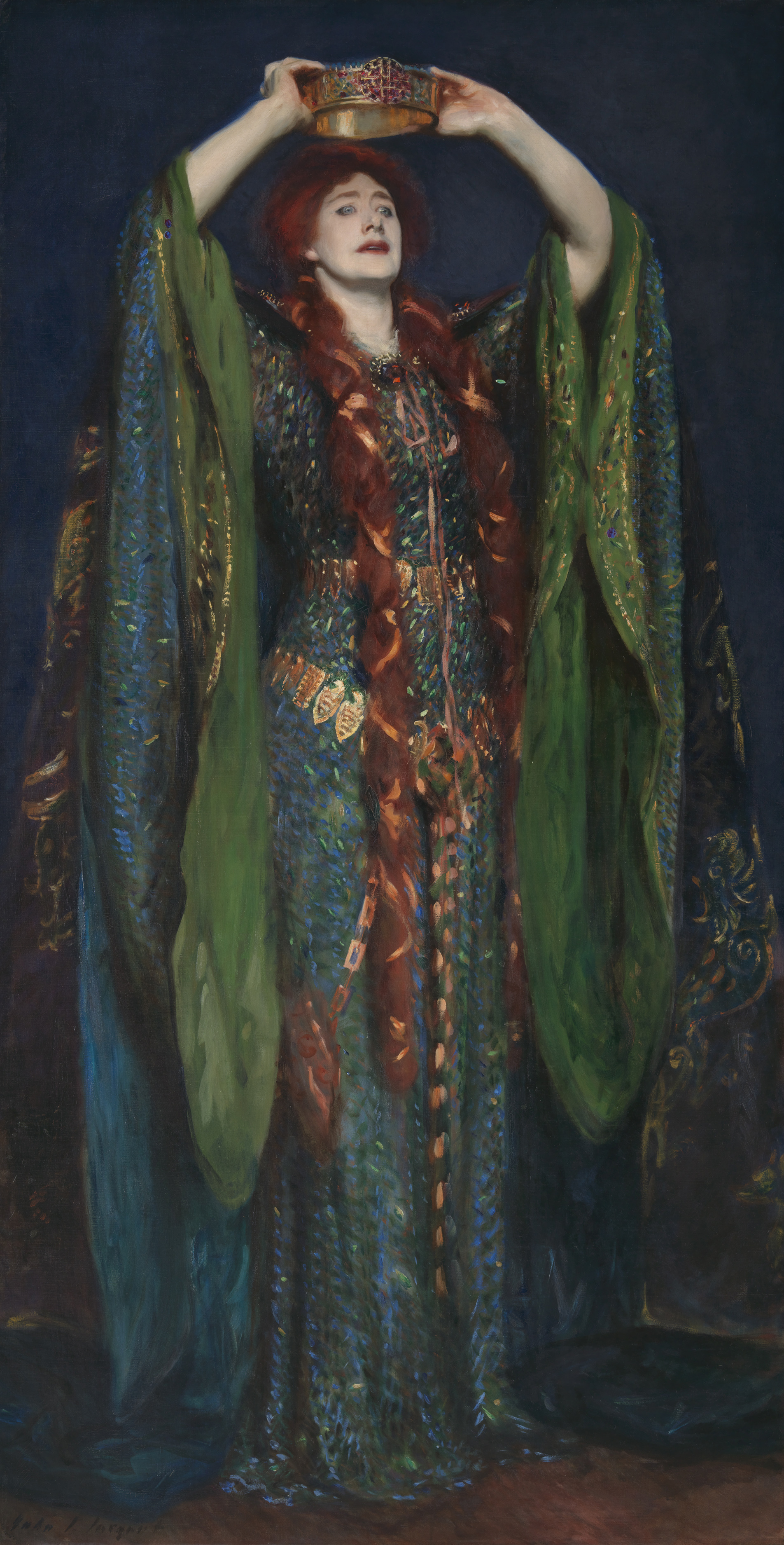
Еллен Террі в ролі леді Макбет, Джон Сінгер Сарджент, 1889 рік

1875 року зіграла відому роль Порції у «Венеційському купці» в Театрі принца Уельського, поставленому Бенкрофтами. Оскар Вайлд написав сонет, побачивши її в цій ролі: «Жодна жінка, на яку Веронезе дивився/Не була наполовину такою прекрасною, як ти, яку я бачу». Вона повторювала цю роль багато разів до її останньої появи 1917 року.
1876 року з'явилася в ролях леді Тізл у «Школі лихослів'я», Бланш Гей у відновленні «Наших» Томаса Вільяма Робертсона та головній ролі в «Олівії» Вільяма Гормана Віллса в театрі «Королівський двір» (адаптація «Вікарія Вейкфілда»), де приєдналася до компанії Джона Гейра. У листопаді 1877 року вийшла заміж за Чарльза Клаверінга Ворделла (сценічне ім'я Чарлз Келлі; 1839—1885), актора/журналіста, з яким познайомилася, беручи участь у п'єсах Ріда, але шлюб тривав до 1881 року. Після цього вона помирилася з батьками, з якими не бачилася відтоді, як почала жити з Годвіном.
1878 року 30-річна Террі приєдналася до трупи Генрі Ірвінґа в театрі «Ліцеум» як головна акторка з щедрою зарплатою, починаючи з Офелії з «Гамлета» Ірвіґга. Невдовзі її вважали провідною шекспірівською акторкою у Великій Британії, і в партнерстві з Ірвінґом вона царювала з такою славою понад 20 років, поки не залишили 1902 року «Ліцеум». Їхня вистава «Венеційський купець» 1879 року ставився 250 вечорів, що свідчило про грандіозний успіх як й низки інших шекспірівських постановок, а також Теннісона, Булвер-Літтона, Раї, Сарду та п'єс інших сучасних драматургів.
1879 року газета «Таймс» написала про гру Террі у «Все марнославство, або Поразка циніка» Пола Тер'єра: «Ірида міс Террі була неповторною чарівністю, сповненою руху, легкості та сміху. … найвишуканіша гармонія і природна грація … така Ірида цілком могла б закрутити голову самому Діогену». 1880 року в «Ліцеумі» зіграла головну роль Іоланти в постановці «Дочки короля Рене». «Ера» писала: «У нашій пам'яті на сцені ми не побачили нічого більш разючого та чарівного, ніж витонченість, простота та дівчача солодкість сліпої Іоланти, яку показала міс Еллен Террі. Удавання було неймовірно досконалим. … Вишукане … використання надзвичайно захопливих можливостей міс Еллен Террі, яка досягла безсумнівного тріумфу … знову і знову тішили оплесками».

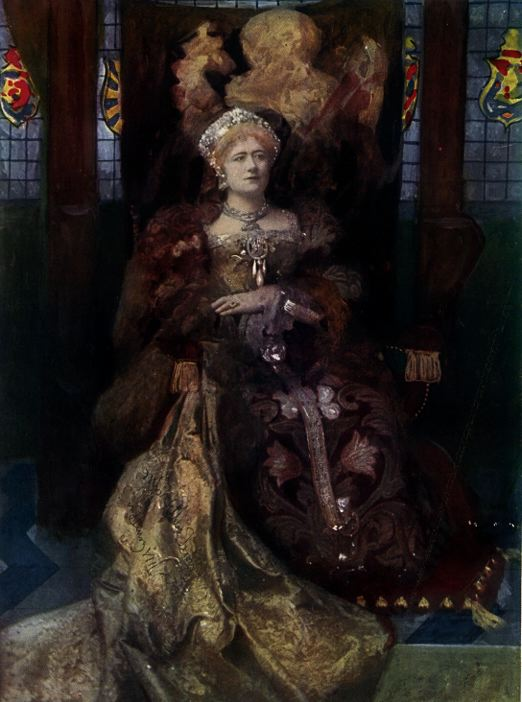
Як Катерина у «Генріху VIII».

Серед її найвідоміших ролей з Ірвінґом були Офелія, Поліна в «Ліонській леді» Едварда Булвер-Літтона (1878), Порція (1879), королева Генрієтта Марія в драмі Вільяма Гормана Віллса «Карл I» (1879), Дездемона в «Отелло» (1881), Камма в короткій трагедії Теннісона «Чашка» (1881), Беатріс у «Багато галасу з нічого», ще одна з її знакових ролей (1882 і надалі), Джульєтта в «Ромео і Джульєтті» (1882), Жанетт в «Ліонській пошті» (1883), головна партія в романтичній комедії Ріда Ненс Олдфілд (1883), Віола в «Дванадцятій ночі» (1884), Маргарет у тривалій екранізації «Фауста» Віллса (1885), головна роль в «Олівії» (1885, яку вона раніше грала в Придворному театрі), Леді Макбет у «Макбеті» (1888, з музикою Артура Саллівана), королева Катерина в «Генріху VIII» (1892), Корделія в «Королі Лірі» (1892), Розамунд де Кліффорд у «Бекеті» Альфреда Теннісона (1893), Ґвіневра в «Королі Артурі» Джозефа Комінса Карра, з супутньою музикою Саллівана (1895), Імоджен у «Цимбеліні» (1896), головна героїня п'єси Віктор'єна Сарду й Еміля Моро «Мадам Санс-Жен» (1897) та Волюмнія в «Коріолані» (1901).
1883 року дебютувала в Америці, зігравши королеву Генрієтту разом з Ірвінґом у «Карлі I». Серед інших ролей, які виконала в цьому та шести наступних північноамериканських турах, були Жанетт, Офелія, Беатріс, Віола та її найвідоміша роль, Порція. Її останньою роллю в «Ліцеумі» була Порція у 1902 році, після чого восени гастролювала британськими провінціями з Ірвінґом і його компанією. Існує думка, що між Ірвінґом і Террі були стосунки не тільки професійними, але й романтичними. Згідно з книгою Майкла Голройда про Ірвінґа та Террі «Дивна історія, повна подій», після смерті Ірвінґа Террі заявила, що вони були коханцями і що: «ми якийсь час були страшенно закохані». Ірвінґ розійшовся, але не розлучився зі своєю дружиною. 1881 року Террі розлучилася з Ворделлом, й Ірвінґ був хрещеним батьком обох її дітей. Вони разом їздили у відпустку, і він писав їй ніжні листи.
У Лондоні Террі жила в Ерлз-Корт зі своїми дітьми та домашніми тваринами протягом 1880-х років, спочатку на Лонгрідж-роуд, 1889 року у Баркстон-Гарденсі, але згодом переїхала за місто. 1900 року купила будинок на фермі в Смол Гайт, Кент, де жила решту життя. 1889 року її син приєднався до трупи «Ліцеуму» як актор, виступаючи там до 1897 року. Він залишив сцену заради малювання та створення гравюр на дерев'яних дошках. Її донька Едіт також кілька років грала в «Ліцеумі» з 1887 року, але з часом звернулася до сценічної режисури та дизайну костюмів, створюючи костюми для Террі, Ліллі Ленгтрі й інших на початку XX століття.

## Шоу, Ібсен, Баррі

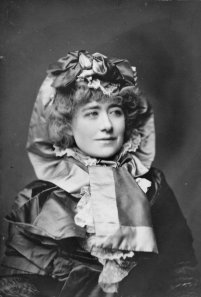
Террі, прибл. 1880 рік

1902 року зіграла пані Пейдж у постановці «Веселі дружини Віндзора» з Гербертом Бірбомом Трі в ролі Фальстафа та Мадж Кендал у ролі пані Форд. У 1890-х роках Террі подружилася і вела листування з Джорджем Бернардом Шоу, який хотів розпочати з нею театральне підприємство. 1903 року вона створила нову театральну компанію, взявши на себе управління театром «Імперіал» разом зі своїм сином, після того як її діловий партнер Ірвінґ 1902 року залишив «Ліцеум». Вона отримала повний художній контроль і могла вибирати твори, в яких з'явиться. Нове підприємство було зосереджено на п'єсах Шоу та Генріка Ібсена, включно з «Вікінгами» 1903 року останнього, де Террі грала войовничу Гіордіс, роль для неї була неправильно оцінена. Управління театром виявилося фінансовим провалом для Террі, яка сподівалася, що це підприємство продемонструє сценографію та режисерський талант її сина та дизайн костюмів її доньки. Потім вона гастролювала Англією: Ноттінгемі, Ліверпулі та Вулвергемптоні, і 1905 року виконала головну роль у п'єсі Джеймса Баррі «Аліса біля вогню» в Театрі герцога Йоркського. Ірвінґ помер у жовтні 1905 року, і збентежена Террі ненадовго залишила сцену.
У квітні 1906 року повернулася до театру, зігравши леді Сесілі Вейнефлет у п'єсі Шоу «Навернення капітана Брассбаунда» в театрі «Корт» й успішно гастролюючи з цією роллю Великою Британією та Америкою. 12 червня 1906 року золотий ювілей Террі був відзначений зірковою гала-виставою в театрі на Друрі-Лейн, на якій співав Енріко Карузо, Вільям Швенк Ґілберт режисер вистави «Суд присяжних», Елеонора Дузе, місис Патрік Кемпбелл, Ліллі Ленгтрі, Герберт Бірбом Трі, Неллі Мелба та понад 20 членів сім'ї Террі виконали з нею «Багато галасу з нічого» зокрема. Бенефіс зібрав 6000 фунтів стерлінгів. Зіграла Герміону в Театрі Його Величності в постановці Трі «Зимова казка». 1907 року гастролювала Америкою з «Наверненням капітана Брассбаунда» під керівництвом Чарльза Фромана. Під час цього туру, 22 березня 1907 року, вийшла заміж за свого партнера, американця Джеймса Кер'ю з театру «Корт». Він був на 30 років молодшим за неї, і через два роки вони розійшлися, хоча так і не розлучилася. Її акторська кар'єра активно розвивалася.

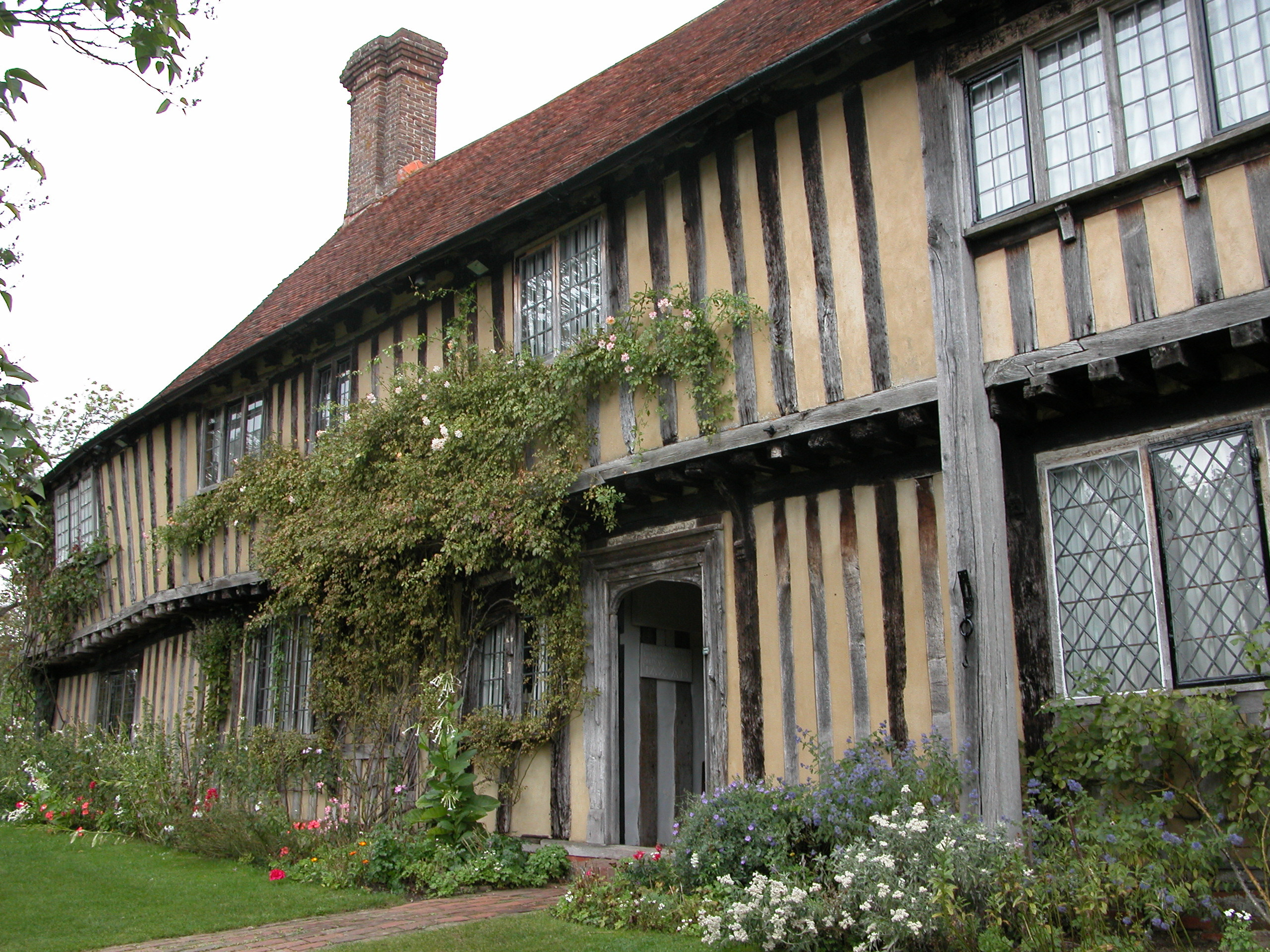
Дім Террі у 1900—1928 роках

1908 року повернулася до Театру Його Величності, граючи тітку Імоджен у казковій п'єсі Вільяма Грема Робертсона «Пінкі та феї». Зіграла Ненс Олдфілд у «Конкурсі великих жінок» 1909 року авторства Сесілі Гамільтон і поставлена донькою Террі Едіт Крейг. 1910 року гастролювала в провінції (з Арчибальдом Джойсом), а потім у США з великим успіхом, граючи, декламуючи та читаючи лекції про героїнь Шекспіра. Повернувшись до Англії, зіграла Нелл Ґвін у «Першій акторці» (1911) Крістофера Сент-Джона (псевдонім Крістабель Маршалл), одній із перших постановок театрального товариства Pioneer Players, заснованого 1911 року Крейг й очолюваного Еллен Террі. Того ж року записала сцени з п'яти ролей Шекспіра для Victor Talking Machine Company, які є єдиними відомими записами її голосу. У 1914—1915 роках гастролювала Австралазією, США та Великою Британією, декламуючи та читаючи лекції про героїнь Шекспіра. У США перенесла частково успішну операцію з видалення катаракти обох очей. 1916 року зіграла Дарлінг у п'єсі Джеймса Баррі «Чудовий Крайтон» (1916).

## Пізня кар'єра
1916 року розпочала кар'єру як кіноакторка: отримала роль Джулії Лавлейс у фільмі «Її найкраща гра» та продовжувала зніматися в Лондоні та під час гастролей до 1922 року, зокрема у стрічці «Перемога і мир» (1918), «Стовпи суспільства» (1920), «Гончарна глина» (1922) і «Богемна дівчина» (1922) з Айвором Новелло і Гледіс Купер. Протягом цього часу читала лекції про Шекспіра у всій Англії та Північній Америці. Також ставила сцени з п'єс Шекспіра в мюзик-холах під керівництвом Освальда Штолла. Її останньою повною сценічною роллю була роль медсестри в «Ромео і Джульєтті» в Лірик-театрі на Шефтсбері-авеню 1919 року.
1920 року залишила театральну кар'єру, а 1922 року — кіно. У листопаді 1925 року повернулася, щоб зіграти Сьюзен Вілдершем у казковій п'єсі Волтера де ла Маре «Переходи» в «Lyric Hammersmith».

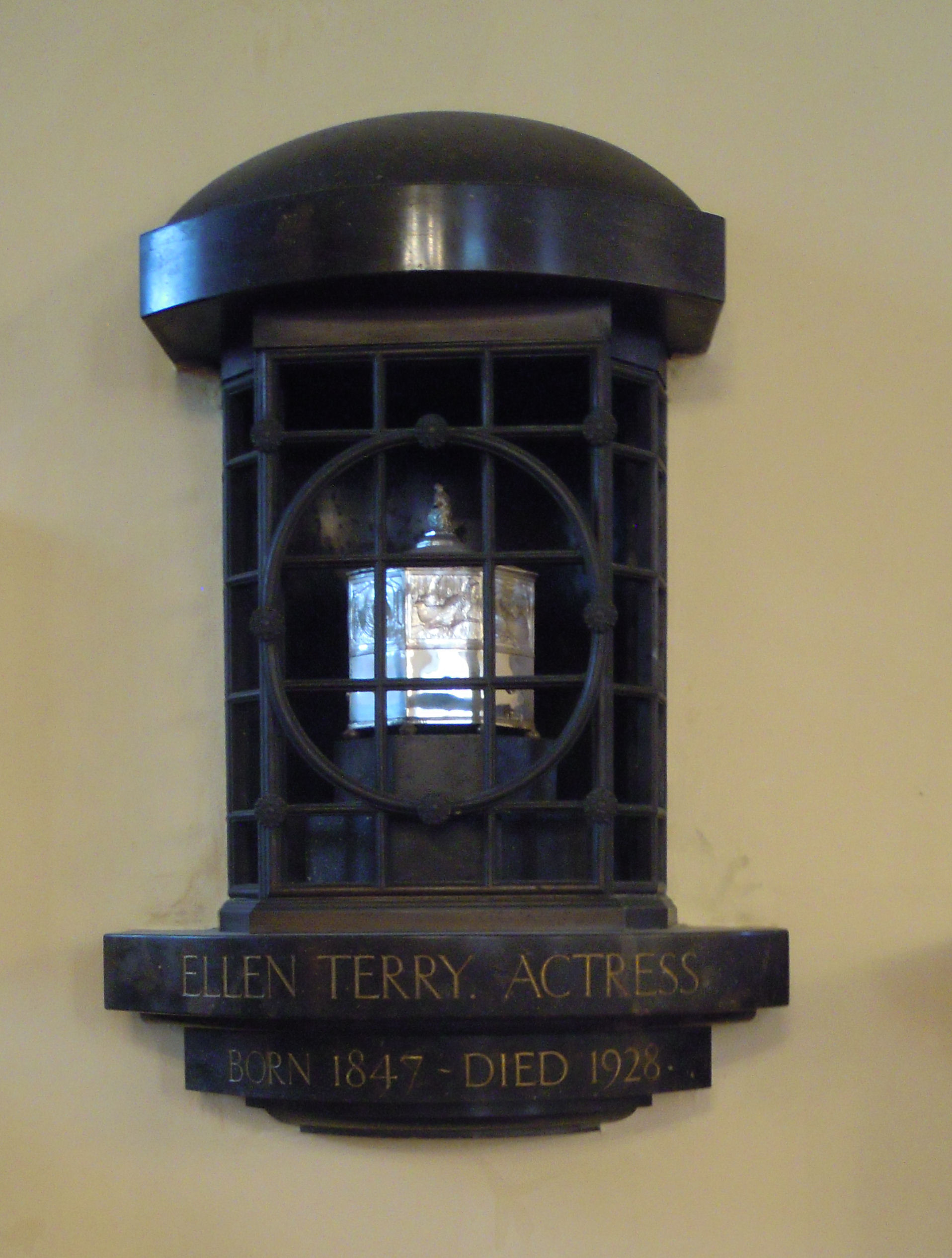
Прах Террі в соборі Святого Павла, Ковент-Гарден, Лондон

1922 року Університет Сент-Ендрюс надав Террі почесне звання доктора юридичних наук, а 1925 року король Георг V призначив її дамою Великого хреста Ордена Британської імперії. Стала другою акторкою, після Женев'єв Ворд, вшанована титулом дами за професійні досягнення. В останні роки життя вона поступово втрачала зір і страждала від ознак старості. 1928 року Стівен Колрідж анонімно опублікував анотований том свого листування з Террі «Серце Еллен Террі».

## Смерть і спадщина
21 липня 1928 року померла від крововиливу в мозок у своєму будинку в Смолгайт Плейс, поблизу Тентердена, Кент, у 81 рік. Пізніше її син Едвард згадував: «Матері на вигляд було 30 років …молода красива жінка лежала на ліжку, як Джульєтта у труні». Маргарет Вінсер створила посмертну маску. Террі кремували у крематорії Голдерс-Грін. Її прах зберігається в срібній чаші з правого боку пресбітерія церкви акторів, Святого Павла, Ковент-Гарден, Лондон, де Джон Мартін-Гарві відкрив меморіальну дошку.
Після смерті в пам'ять про маму Едіт Крейг заснувала Меморіальний музей Еллен Террі у Smallhythe Place, будинку початку XVI століття, який вона купила на початку XX століття. 1947 року музей передали Національному трасту.
Донька Террі, Едіт Крейг, стала театральною режисеркою, продюсеркою, художницею по костюмах й однією з ініціаторок руху за жіноче право голосу в Англії. Син Террі, Едвард Гордон Крейг, став актором, дизайнером декорацій і ефектів, ілюстратором і режисером; 1913 року заснував Школу театрального мистецтва Гордона Крейга у Флоренції, Італія. Актор Джон Гілгуд — її троюрідний племінник. Ілюстратор Гелен Крейг — її правнучка.
Архів пам'ятних речей Террі зберігається в Університеті Ковентрі, де також є будівля Еллен Террі, колишній кінотеатр «Одеон» у Джорданс-Велл. П'єса «Grace Pervades» Девіда Гейра, прем'єра якої відбудеться 2025 року, з Рейфом Файнсом у ролі Ірвінга, розповідає про життя Ірвінга, Террі, Едіт Крейг й Едварда Гордона Крейга.

## Галерея

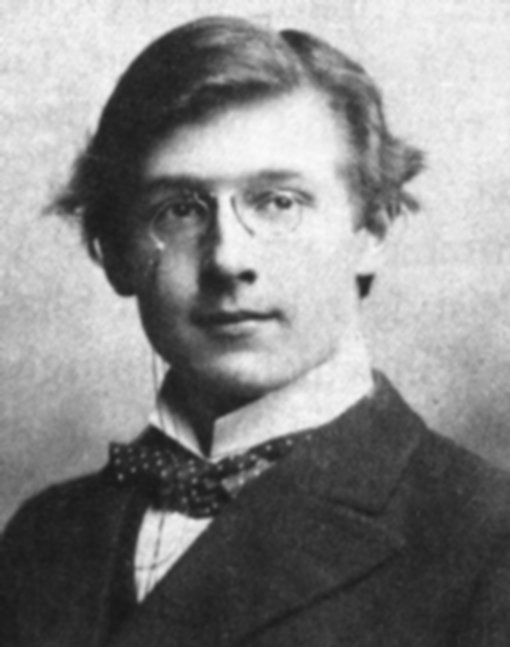
Син Террі, Едвард Гордон Крейг
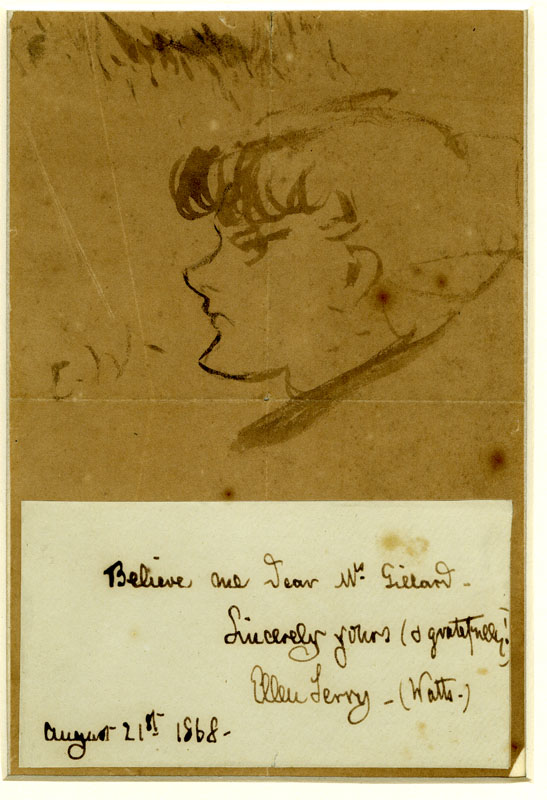
Автокарикатура 1868 року з підписом «Еллен Террі (Воттс)».
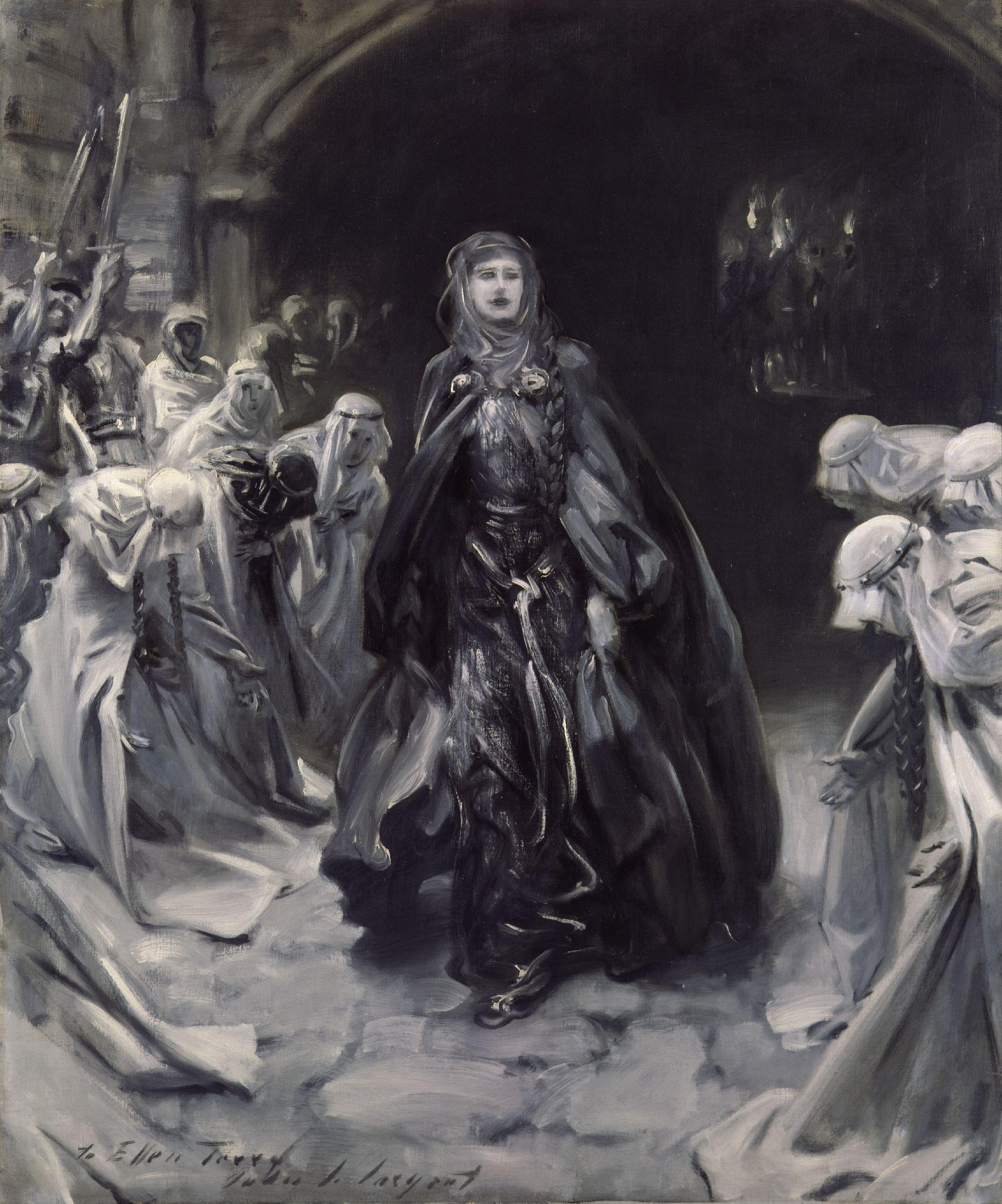
Малюнок Сарджента для золотого ювілею Террі, 1906 рік
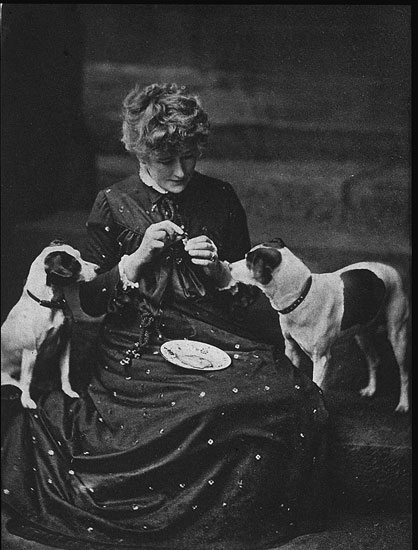
З домашніми тваринами Фусі та Драммі у 1880-х роках
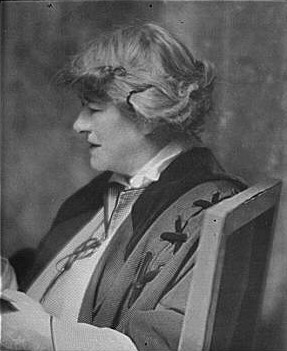
Портретна фотографія Еллен Террі, 1915 рік
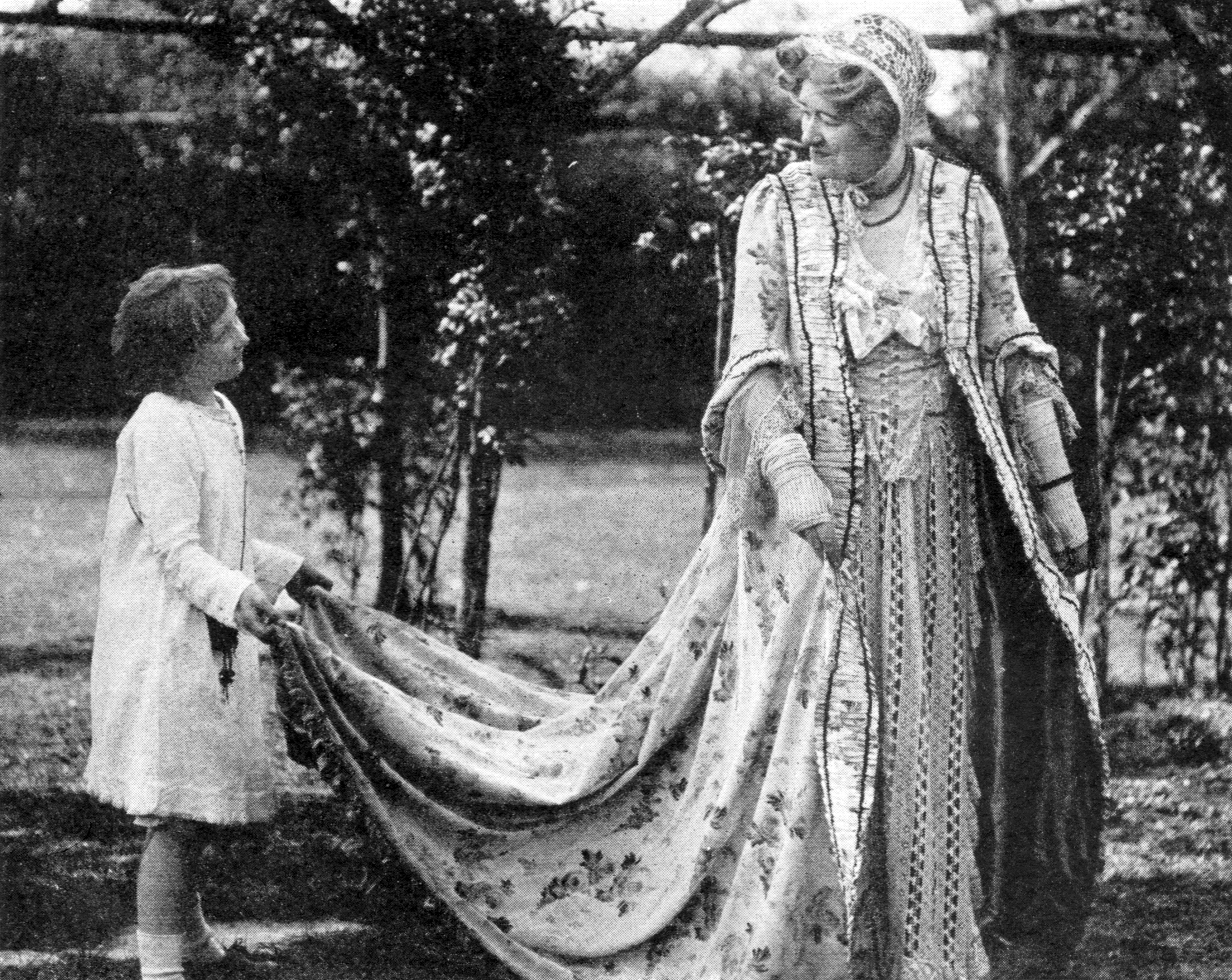
У своєму саду з онукою Неллі Гордон, прибл. 1918 рік.
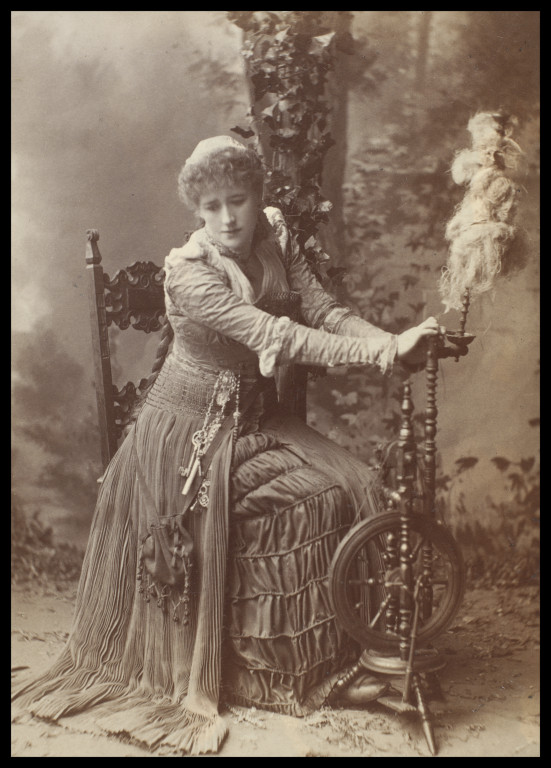
Еллен Террі в ролі Маргарет у «Фаусті», театр «Ліцеум», грудень 1885 року
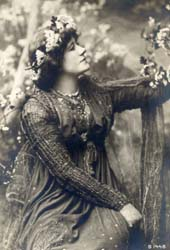
Террі в ролі Ґвіневри у виставі «Король Артур» Джозефа Комінса Карра 1895 року в театрі «Ліцеум». Портрет сера Едварда Берн-Джонса.